# Wilhelm Heinrich (Nassau-Saarbrücken)

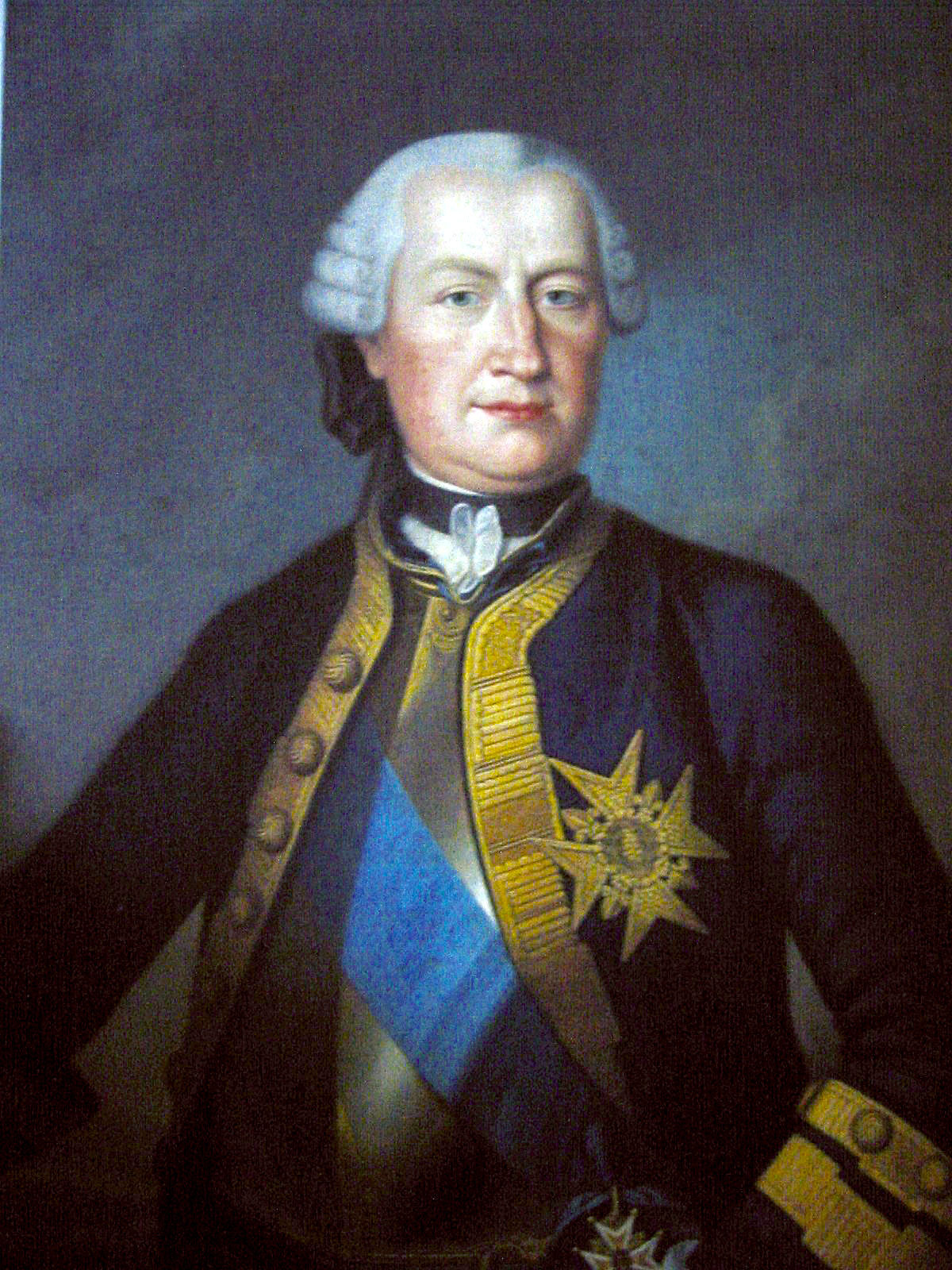
Fürst Wilhelm Heinrich von Nassau-Saarbrücken

Wilhelm Heinrich (* 6. März 1718 in Usingen; † 24. Juli 1768 in Saarbrücken) war von 1735 bis zu seinem Tod Fürst von Nassau-Saarbrücken.

## Familie
Wilhelm Heinrich wurde 1718 als jüngster Sohn des Fürsten Wilhelm Heinrich von Nassau-Usingen und der Prinzessin Charlotta Amalia von Nassau-Dillenburg geboren. Sein Vater starb bereits einige Wochen vor seiner Geburt. 1728 verstarb Graf Friedrich Ludwig von Nassau-Ottweiler ohne männliche Nachkommen, sodass dessen Gebiete an die Linie Nassau-Usingen fielen. Charlotta Amalia teilte die nassauischen Territorien 1735 unter ihren Söhnen auf, wobei Wilhelm Heinrich die beiden Grafschaften Saarbrücken (einschließlich der Herrschaft Ottweiler) und Saarwerden zufielen.
Charlotta Amalia übte bis zu ihrem Tod 1738 die Vormundschaft aus und sorgte für eine umfassende Bildung und calvinistische Erziehung des jungen Fürsten. 1730 und 1731 hielten er und sein Bruder sich an der Universität Straßburg auf und wurden von verschiedenen Hofmeistern unterrichtet. Wahrscheinlich studierte er auch einige Zeit an der Universität Genf, die bei reformierten Studenten sehr beliebt war. Seine Grand Tour führte Wilhelm Heinrich u. a. nach Frankreich an den Hof Ludwigs XV., der ihm 1737 zum Kommandeur des französischen Kavallerieregiments Royal-Allemand machte und ihn durch dieses Geschenk zeitlebens in den französischen Militärdienst aufnahm. 1740 wurde er zum Brigadier ernannt.

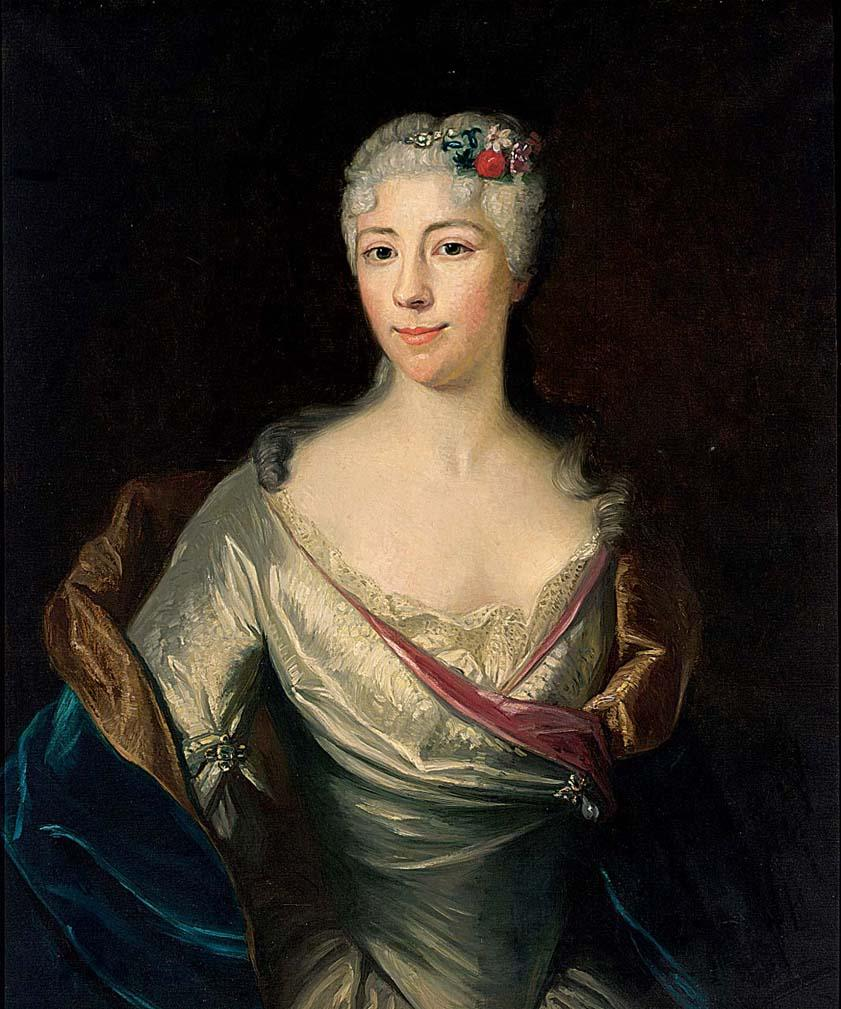
Sophie zu Erbach, Fürstin und Musikerin, unbekannter Maler, um 1750

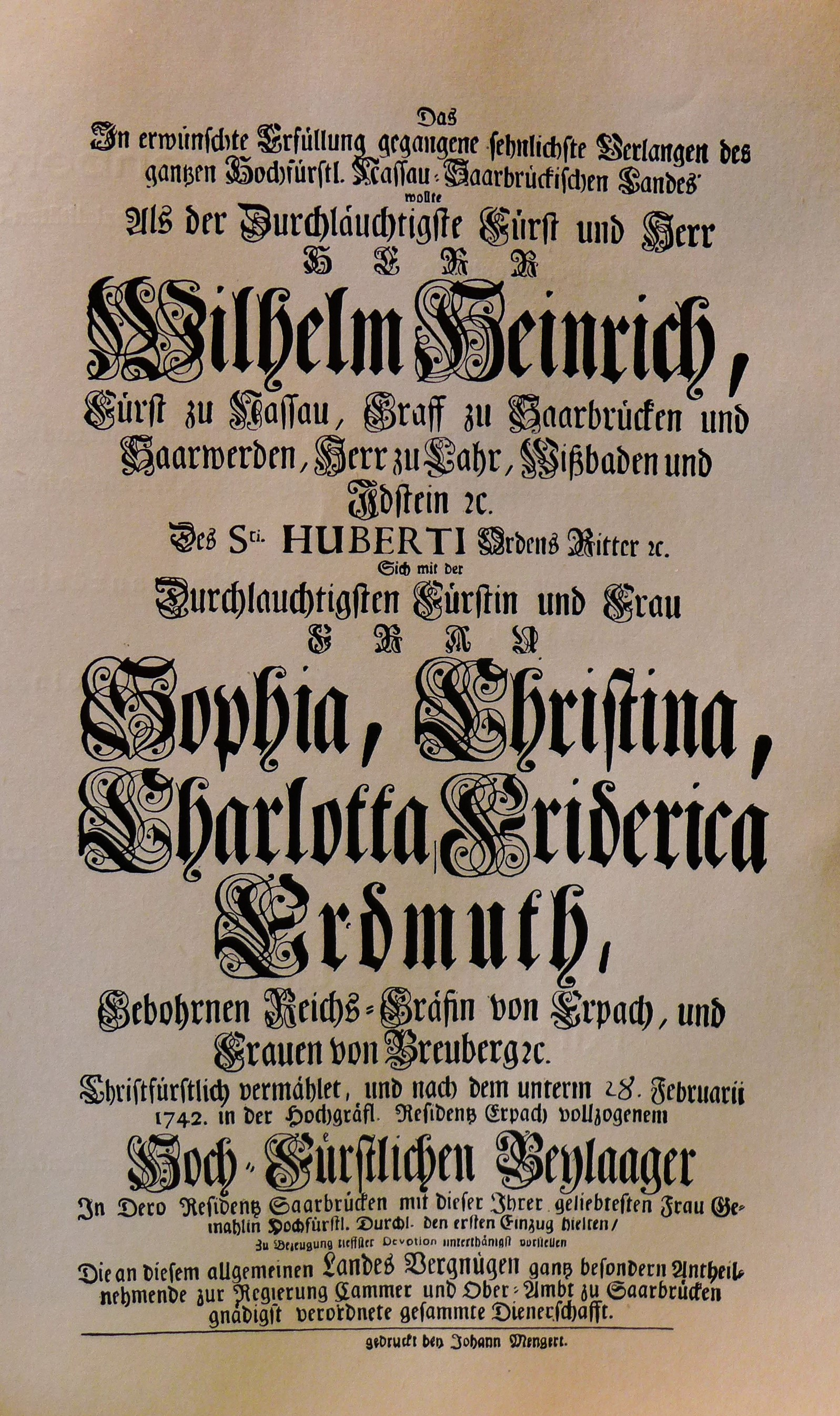
Verkündigung der Hochzeit und des ehelichen Beilagers von Wilhelm Heinrich mit Sophie Christine Charlotte Friederike Erdmuthe von Erbach aus dem Jahr 1742

Nach dem Tod der Mutter übte bis 1741 sein Bruder Karl die Vormundschaft aus. Mit Wilhelm Heinrichs Volljährigkeit übernahm er selbst die Herrschaft über Nassau-Saarbrücken, das mit rund 22.000 Einwohnern auf 12 Quadratmeilen zu den kleinen Landesherrschaften im Heiligen Römischen Reich gehörte.: S. 89 Er heiratete am 28. Februar 1742 in Erbach Sophie (* 12. Juli 1725 auf Schloss Reichenberg; † 10. Juni 1795 in Aschaffenburg), Tochter des Grafen Georg Wilhelm zu Erbach-Erbach.

## Militär, Politik und Wirtschaft
Kurz nach seinem Herrschaftsantritt nahm er mit seinem Regiment Royal-Allemand am Österreichischen Erbfolgekrieg teil. 1742 verkaufte er während seines Aufenthaltes in Frankfurt anlässlich der Krönungstage Karls VII. sein Regiment an den Landgrafen von Hessen-Darmstadt. Zur selben Zeit lernte er dort seine künftige Ehefrau Gräfin Sophie zu Erbach kennen.
Nachdem er 1744 zum Maréchal de camp ernannt worden war, nahm er im weiteren Verlauf des Österreichischen Erbfolgekriegs unter Moritz Graf von Sachsen am französischen Feldzug in Flandern teil. Im Jahre 1745 wurde er Inhaber des neuen Infanterie-Regiments Nassau-Sarrebruck, das er 1758 an seinen Bruder, den Fürsten Karl von Nassau-Usingen, abgab. Gegen Kriegsende 1748 folgte die Ernennung zum Generalleutnant.
Am 18. November 1756 stellte Wilhelm Heinrich das Husaren-Freikorps Volontaires Royaux de Nassau-Sarrebruck mit zwei Schwadronen à 150 Husaren auf, das am 7. April 1758 als Volontaires Royaux de Nassau auf vier Schwadronen mit insgesamt 600 Reiter verdoppelt wurde. Am 14. Juni 1758 als Kavallerie-Regiment Royal Nassau in die reguläre französische Kavallerie übernommen, behielt das Regiment diese Gliederung bis zur Ordonnanz von 1764.
Das Verhältnis zum großen Nachbarn Frankreich war naturgemäß eng. Er reiste oft nach Paris und wurde dort – für regierenden Adel nicht zeituntypisch – mit militärischen Ehrenbezeugungen, wie etwa der Beförderung zum Feldmarschall überhäuft. Im Verlauf des Siebenjährigen Krieges erhielt Wilhelm Heinrich 1759 dann auch das Großkreuz des französischen Militärverdienstordens.
Wilhelm Heinrich reformierte die Verwaltung und Justiz, indem er beide Institutionen rechtlich voneinander trennte und Ordnungen erließ, die den typisch reformabsolutistischen Charakter der Zeit trugen. Dazu gehörte auch eine kameralistische Wirtschaftspolitik. Er begann Maßnahmen zur Steuervereinheitlichung und Einführung eines modernen Katasters nach österreichischem Vorbild. Er nahm ebenfalls moderne landwirtschaftliche Methoden, wie den Kartoffelanbau oder die Schädlingsbekämpfung, auf. Von Bedeutung war auch sein Engagement im Steinkohlenbergbau und in der Eisenverhüttung. Die Gruben wurden verstaatlicht und die Eisenhütten an Unternehmer wie Cerf Beer verpachtet. Es gelang ihm somit Mitte des 18. Jahrhunderts die protoindustrielle Basis für die spätere, hochindustrialisierte Saarregion zu legen. Trotz der steigenden Steuer- und Pachteinnahmen entspannte sich die Haushaltslage besonders wegen der hohen Bauausgaben nicht.: S. 92f.
Unter seiner Herrschaft wurden die Porzellanmanufaktur Ottweiler und die erste Kokerei Deutschlands in Altenwald gegründet.

## Ausbau der Residenz

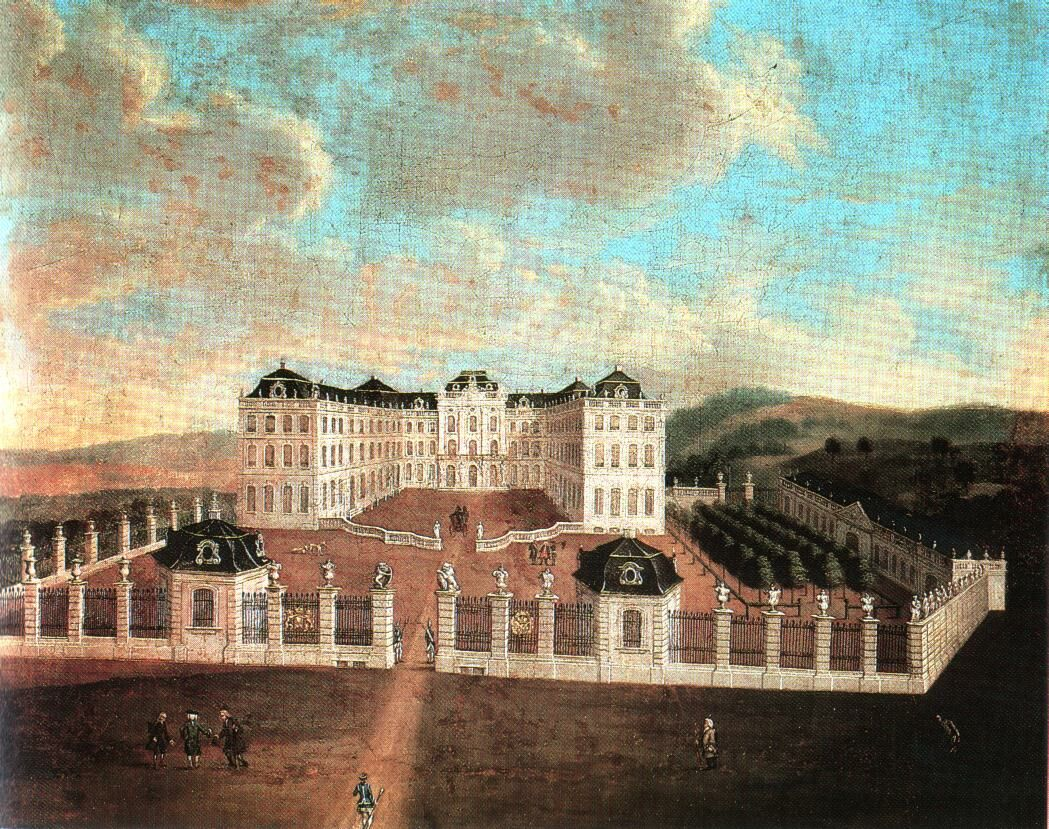
Schloss Saarbrücken

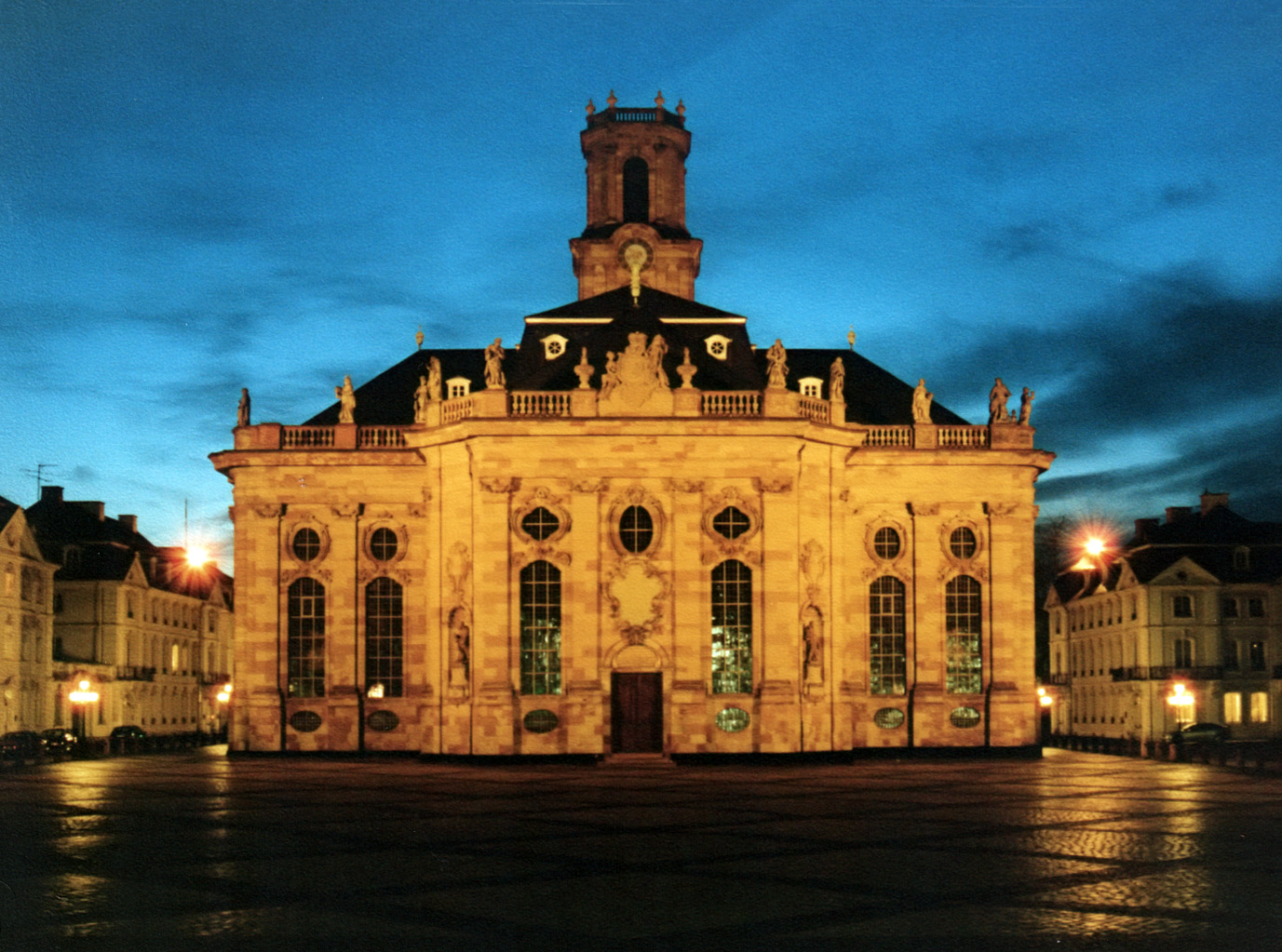
Ludwigskirche

Mit der Herrschaftsübernahme siedelte Wilhelm Heinrich mitsamt Familie und einiger adliger Familien von Usingen nach Saarbrücken über, dessen Ausbau er eifrig begann. Die Hauptstadt, die in den Wirren des Dreißigjährigen Krieges und der Reunionskriege schwer in Mitleidenschaft gezogen worden war, wurde besonders durch die Tätigkeit des Baumeisters Friedrich Joachim Stengel zur barocken Residenz umgestaltet und erweitert. Nennenswert sind das Schloss Saarbrücken, die Ludwigskirche und die Basilika St. Johann. Daneben errichtete er eine Reihe von Adelspalästen und Bürgerhäusern. Die Kehrseite der prachtvollen Stadterweiterung war eine immense Verschuldung, an der noch sein Sohn und Nachfolger Ludwig schwer zu tragen hatte. Gleichwohl sind es gerade Wilhelm Heinrichs Bauvorhaben, die heute noch die Stadt Saarbrücken prägen und die Erinnerung an ihn wachhalten.

## Wilhelm Heinrich als Vertreter des aufgeklärten Absolutismus
Bei Wilhelm Heinrich – ganz wie auch bei seinen fürstlichen Zeitgenossen – zeigen sich die Möglichkeiten und Grenzen aufgeklärt-absolutistischer Politik. So sehr er nach aufgeklärten Prinzipien rechtliche Reformen durchsetzte, wirtschaftliche Impulse setzte und religiöse Toleranz walten ließ, so sehr blieb er aber auch ein patriarchalischer Herrscher, der seinen Untertanen eine aktive Beteiligung verwehrte, mit einer immensen Flut an Vorschriften alle Lebensbereiche reglementieren wollte und hart gegen soziale Proteste durchgriff.

## Nachkommen

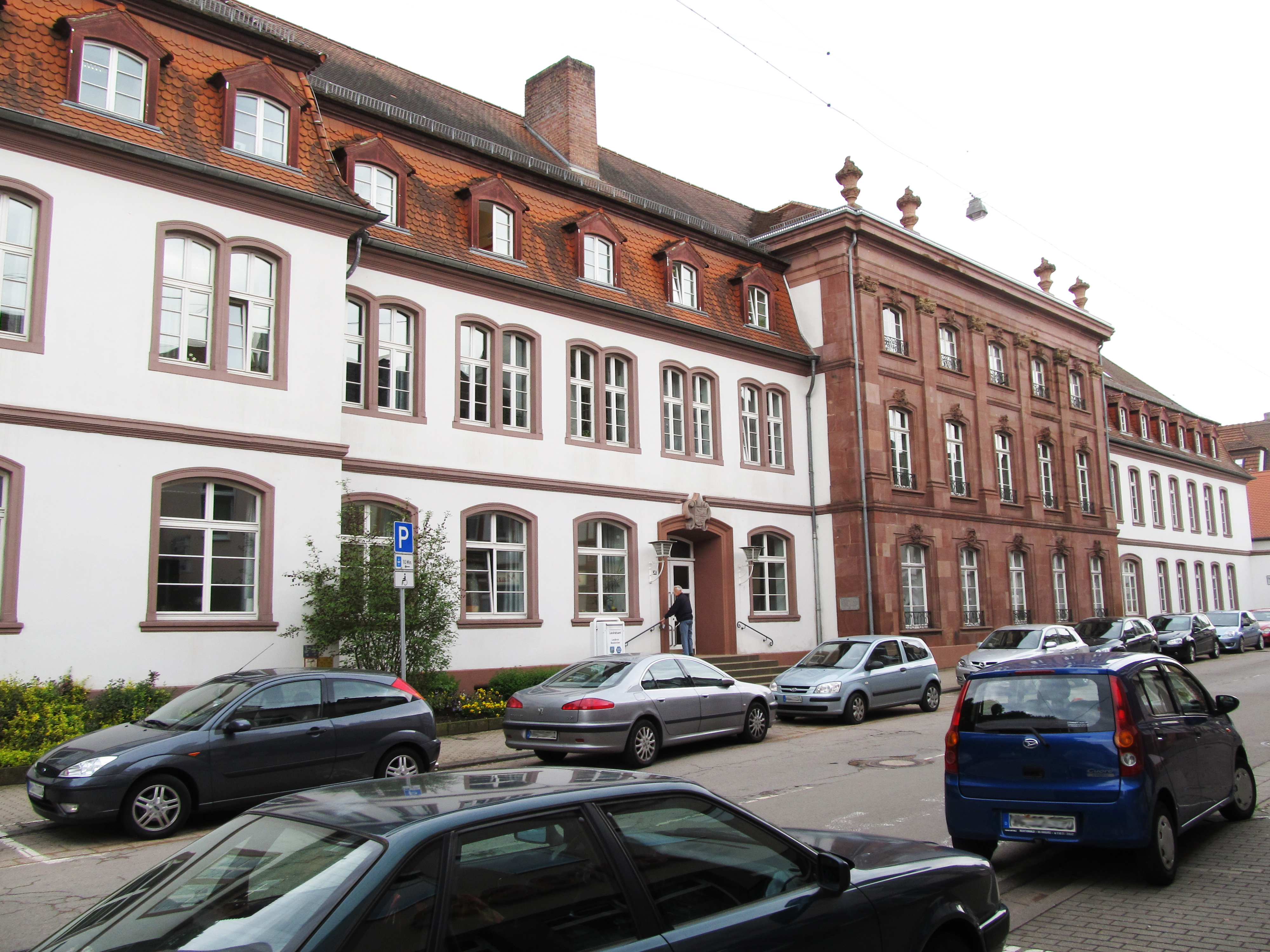
Zeitweiliger Witwensitz der Fürstin in Ottweiler

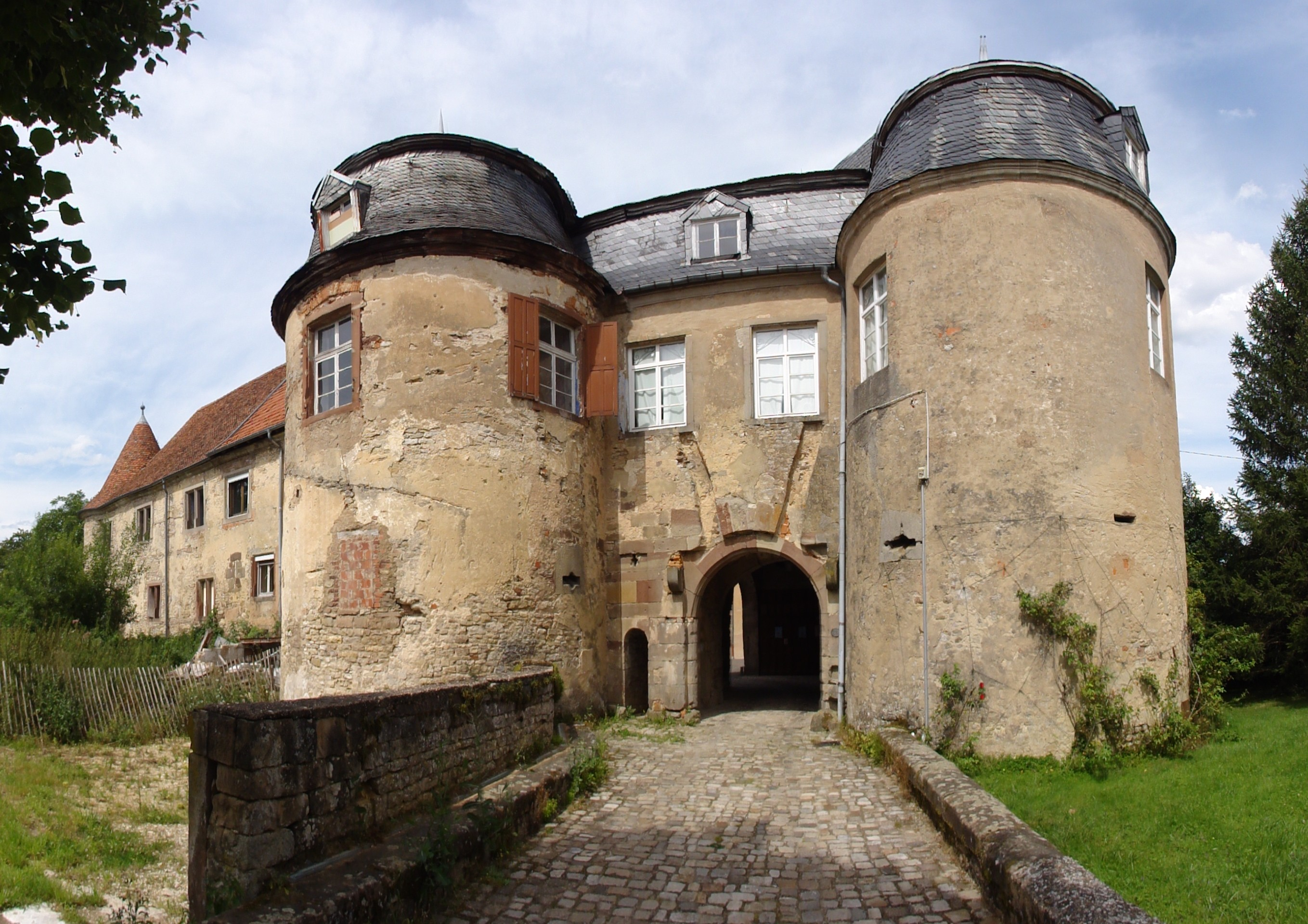
Schloss Lorenzen zeitweiser Witwensitz der Fürstin

Aus Wilhelm Heinrichs am 28. Februar 1742 geschlossener Ehe mit Sophie (1725–1795), Tochter des Grafen Georg Wilhelm zu Erbach-Erbach, entstammten folgende fünf Kinder:
- Sophie Auguste (1743–1747)
- Ludwig (1745–1794), Fürst von Nassau-Saarbrücken
- Friedrich August (1748–1750)
- Anna Karoline (1751–1824)

⚭ 1769 Herzog Friedrich Heinrich von Schleswig-Holstein-Sonderburg-Glücksburg
⚭ 1782 Herzog Friedrich Karl von Braunschweig-Bevern
- Wilhelmine Henriette (1752–1829)[4]

⚭ 1783 Louis Armand de Seiglières, Marquis de Soyécourt-Feuquières (1722–1790), deren gemeinsame Tochter war Henriette de Seiglières de Belleforière (1784–1802), die Louis de Saint-Aulaire heiratete. Aus dieser Ehe ging Wilhelmine de Saint-Aulaire (1802–1873) hervor, die wiederum Élie Decazes (erster Herzog von Decazes und Glücksburg) heiratete. Somit sind die Herzöge von Decazes bis heute lebende Nachfahren von Wilhelm Heinrich.

## Ehrungen
Die Saarbrücker Wilhelm-Heinrich-Brücke trägt seinen Namen.
Zum 300. Geburtstag und 250. Todestag dokumentierte die Alte Sammlung des Saarlandmuseums – Stiftung Saarländischer Kulturbesitz mit einer Sonderausstellung unter dem Titel Wilhelm Heinrich von Nassau Saarbrücken – Staatsmann. Feldherr. Städtebauer sein vielseitiges Schaffen.